# Долан Спрингс (Аризона)
Долан Спрингс (енгл. Dolan Springs) насељено је место без административног статуса у америчкој савезној држави Аризона.

## Демографија
По попису из 2010. године број становника је 2.033, што је 166 (8,9%) становника више него 2000. године.
| Група             | 2000.         | 2010.         |
| Белци             | 1.680 (90,0%) | 1.725 (84,8%) |
| Афроамериканци    | 12 (0,6%)     | 16 (0,8%)     |
| Азијати           | 19 (1,0%)     | 11 (0,5%)     |
| Хиспаноамериканци | 114 (6,1%)    | 231 (11,4%)   |
| Укупно            | 1.867         | 2.033         |